# Tarcisio Gitti
Tarcisio Gitti, detto Ciso (Gardone Val Trompia, 18 aprile 1936 – Brescia, 6 maggio 2018) è stato un politico e avvocato italiano.

## Biografia
Figlio del deputato DC Salvatore Angelo Gitti e padre di Gregorio Gitti (deputato alla Camera nella XVII legislatura).
È stato presidente della provincia di Brescia dal 1972 al 1975, deputato per quattro legislature dall'VIII al'XI, sottosegretario per il Tesoro dal 1987 al 1989 nei governi Goria e De Mita e Vicepresidente della Camera dei Deputati dal 1992 al 1994. Ha fatto parte di diverse commissioni parlamentari, ed è stato Presidente del Comitato parlamentare per i servizi di informazione e di sicurezza e per il segreto di Stato dal 1991 al 1992.
È morto il 6 dicembre 2018 all'età di 82 anni.